# Gustav Seitz
Pour les articles homonymes, voir Seitz.
Gustav Seitz, né le 11 septembre 1906 à Mannheim et mort le 26 octobre 1969 à Hambourg, est un sculpteur et dessinateur allemand.

## Formation
Gustav Seitz, né à Neckarau, quartier de Mannheim, est le quatrième enfant d'un maître-plâtrier.
De 1922 à 1924, il suit une formation de tailleur de pierre et de sculpteur à Ludwigshafen.
Il s'inscrit également à des cours de dessin et de sculpture à l'école professionnelle de Mannheim. Il étudie ensuite de 1924 à 1925 à l'école nationale d'art de Karlsruhe.
De 1925 à 1932, il étudie à la Staatlichen Hochschule für Musik und darstellende Kunst. Lors d'un voyage en Italie, il est profondément impressionné par la sculpture étrusque. À Paris, il rend visite à Charles Despiau. De 1933 à 1938, il est l'élève d'Hugo Lederer à l'Académie prussienne des arts à Berlin.
Il est soldat de 1940 à 1945 durant la Seconde Guerre mondiale.
Ayant emménagé dans la partie orientale de Berlin en 1950, il devint professeur à l'Université technique. Il est décoré du Prix national de la République démocratique allemande. Il travaille à l'Académie des arts de la RDA jusqu'en 1958.
À partir de 1958, il vit à Hambourg et succède à Edwin Scharff (1887-1955) à la Hochschule für bildende Künste Hamburg.
Il expose lors de la Documenta II en 1959 et de la Documenta III en 1964 à Cassel.
Il participe à la Biennale de Venise en 1968.
Gustav Seitz était membre de l'association d'artistes contemporains Der Kreis (Le Cercle).